# 惡男事件
《惡男事件》（英語：Yes! I Can See Dead People）是一部香港的電影。由張致恆、蔣雅文、湯怡和古宇領銜主演。本作品於2008年1月24日於香港上映。由李光耀執導，英皇娛樂出品。這齣電影以恐怖及鬼怪作為題材。
根據《電影檢查條例》，本片列為青少年及兒童不宜（IIB）。

## 主要演員
- 張致恆 飾 華冠南
- 蔣雅文 飾 Charlie
- 湯　怡 飾 美芝
- 古　宇 飾 華冠東
- 劉　江 飾 保安員
- 孫力民 飾 南父親
- 覃恩美 飾 南母親
- 周家聲 飾 村長

## 劇情講述
阿南於某屋村長大，但他居住的屋村卻竟是全港自殺率最高的屋村，因此現在經常出現鬼影。巧合的是，他死去的朋友，或多或少跟他有關連，而且他能跟鬼溝通。雖然別人感到不可思議，但他早已習慣了這種生活。
阿南跟大家一樣都一直希望結交女朋友，屋村女孩美芝一直深深吸引著阿南。阿南竟然以為美芝亦對他有意，認為適當時候向她表白是最好的。
阿南的親哥哥阿東跟女友Charlie從長洲回來，故事就開始了，阿東竟性情大變。
父母都以為阿東在工作上有問題，阿南察覺這事並不簡單。屋村亦發生倫常慘案，一對母子跳樓自殺被救護員送上醫院，屋村人心惶惶。阿南跟美芝第一次邂逅時，美芝竟被惡靈附身。美芝清醒時，阿南亦不知如何是好。當阿南看到惡靈時，認為哥一樣遇上此事。騷擾著阿東的竟是小孩的亡靈。但Charlie竟認為阿東移情別戀，阿南怎解釋呢？

## 外部連結
- 官方網站[永久]
- 開眼電影網上《惡男事件》的資料（繁體中文）
- 豆瓣电影上《惡男事件》的資料 （简体中文）
- 时光网上《惡男事件》的資料（简体中文）
- AllMovie上《惡男事件》的资料（英文）
- 香港影庫上《惡男事件》的資料（繁體中文）
- 互联网电影数据库（IMDb）上《惡男事件》的资料（英文）